# Modesto Perestrelo Barros de Carvalhosa
Modesto Perestrelo Barros de Carvalhosa (15 de abril de 1846 – 18 de agosto de 1917) foi pastor, jornalista professor e tradutor português da Igreja Presbiteriana do Brasil, presidindo seu Supremo Concílio entre os anos 1875-1877 e 1883-1885 (na época Presbitério do Rio de Janeiro) e 1906-1910 (na época Sínodo do Brasil).

## Biografia

### Juventude e conversão
Era natural do Porto Moniz, na Ilha da Madeira, filho de Maria Angélica Perestrelo Barros de Carvalhosa e de Modesto Joaquim Rodrigues de Carvalhosa.  Em setembro de 1854, a família veio para o Rio de Janeiro, onde o pai dedicou-se ao comércio no Engenho Velho. Havia pelo menos outros dois filhos, José Maria e Luís (este mais tarde foi residir na Argentina). Modesto estudou no Colégio Santa Cruz. Em 1859, com o falecimento do pai, interrompeu os estudos para trabalhar no comércio. Em 1863 foi para Santos e no ano seguinte para São Paulo, na época em que estava iniciando nessa cidade o trabalho presbiteriano.
A igreja foi organizada no dia 5 de março de 1865 e um ano depois, em 25 de março de 1866, Modesto foi recebido por profissão de fé e batismo pelo reverendo Alexander Latimer Blackford, junto com outras sete pessoas, inclusive o seu primo Pedro Perestrelo da Câmara (1839-1937), que em julho de 1866 transferiu-se para a Igreja do Rio, da qual foi um dos primeiros presbíteros. Carvalhosa assistiu aos cultos durante apenas quatro meses antes de fazer a profissão de fé e decidir-se pelo ministério.  Nesse período, acompanhou o ex-padre e reverendo José Manuel da Conceição numa de suas viagens evangelísticas até Sorocaba, regressando apressadamente para ser recebido na Igreja de São Paulo.
Incentivado por Blackford, no ano seguinte, foi estudar no seminário fundado pelo rev. Ashbel Green Simonton, cunhado de Blackford, no Rio de Janeiro. O chamado “Seminário Primitivo” funcionou por três anos (1867-1870) e formou somente quatro estudantes, que foram valorosos pastores da Igreja Presbiteriana do Brasil: Modesto Carvalhosa, Antônio Bandeira Trajano, Miguel Gonçalves Torres e Antônio Pedro de Cerqueira Leite. Por várias outras vezes, Carvalhosa acompanhou o rev. José Manuel da Conceição em suas viagens evangelísticas. Sendo bom conhecedor do inglês, lecionou essa matéria na escola primária anexa ao seminário. Concluído o curso, foi licenciado com o colega Antônio Trajano em 22 de agosto de 1870, na sexta reunião do Presbitério do Rio, após ser submetido a todas as provas exigidas. Sua ordenação ocorreu no dia 20 de julho de 1871, sendo a parênese proferida pelo rev. Chamberlain.

### Missionário
Inicialmente trabalhou em Lorena, São Paulo, cidade onde iniciou sua pregação em janeiro de 1870. A primeira celebração da Santa Ceia ocorreu em 27 de agosto de 1871. Além de dar assistência à igreja, dirigiu uma escola mista com 26 alunos até o fim de 1874, quando a escola foi fechada por falta de professores. Também pregou nas localidades de Borda da Mata, Caldas, Machado, Santa Rita, Bom Retiro, Samambaia, Itajubá, Pouso Alegre e Santana de Sapucaí, todas em Minas Gerais; bem como em São Paulo, Campinas, Sorocaba, Cruzeiro, Barra Mansa, Petrópolis e Rio de Janeiro.  Na reunião extraordinária do presbitério em São Paulo, ocorrido entre 27 e 31 de dezembro de 1872, foi encarregado da Igreja de Borda da Mata. Nesse período, organizou as Igrejas de Machado (27 de setembro de 1874) e Embaú, o núcleo inicial da futura cidade de Cruzeiro (14 de dezembro de 1874), esta última acompanhado pelo Rev. Emanuel Vanorden.
No segundo trimestre de 1875, residiu no Rio de Janeiro, auxiliando na igreja e no jornal Imprensa Evangélica, o primeiro jornal evangélico do Brasil, fundado por Simonton em 1864. Depois, pastoreou por dez anos (4 de novembro de 1875 a 20 de novembro de 1885) a Igreja de Campos dos Goitacases, organizada por ele e Blackford em 11 de março de 1877. Pregou também em São João da Barra e outros locais. Em 1878, foi à Ilha da Madeira para tratar de assuntos particulares e pregou várias vezes, fazendo o mesmo em Lisboa. Mais tarde, esteve novamente em Portugal. Em novembro de 1885, Carvalhosa foi para São Paulo a fim de auxiliar o Rev. George Chamberlain no pastorado da igreja, sendo oficialmente nomeado pastor auxiliar em 3 de abril de 1886. Nesse ano, o novo diretor da Escola Americana, Horace Manley Lane, viajou para os Estados Unidos e Carvalhosa o substituiu na direção da escola. Foi também redator da Imprensa Evangélica. Em setembro de 1888, participou da criação do Sínodo Presbiteriano, do qual foi secretário permanente. Mais tarde, fez parte da diretoria do Seminário Presbiteriano.
Em 15 de outubro de 1888, Carvalhosa foi pastorear a Igreja de Curitiba e ali permaneceu por cinco anos, até dezembro de 1893. Durante sua estadia no Paraná, organizou as Igrejas de Guarapuava, em 17 de fevereiro, e de Itaqui, em 29 de dezembro de 1889. Também visitou Castro, Fundão, Açungui, Tibagi, Cupim, Manduri, Ivaí e outros pontos. Colaborou na escola recém-criada pelas missionárias Mary Dascomb e Elmira Kuhl, lecionando português. Regressou então definitivamente para São Paulo, a fim de fazer parte do corpo docente da Escola Americana, no cargo de vice-diretor. Além de professor, foi também capelão da Escola Americana e do Mackenzie College.

### Cisma presbiteriano
No dia 18 de outubro de 1893, dera-se a organização da Segunda Igreja Presbiteriana de São Paulo, composta de pessoas ligadas à Escola Americana que já não se sentiam bem na Primeira Igreja, pastoreada pelo rev. Eduardo Carlos Pereira. Em fevereiro de 1894, Carvalhosa assumiu o pastorado da Segunda Igreja. Em julho de 1898, devido a desentendimentos com o Presbitério de São Paulo, desligou-se do mesmo, sendo acompanhado pela Segunda Igreja, que passou a ser uma [[Igreja Presbiteriana Independente”. Em setembro de 1899 foi organizada ainda outra igreja presbiteriana em São Paulo, a Igreja Filadelfa, composta de simpatizantes da Maçonaria que igualmente não se sentiam à vontade na Primeira Igreja.
Finalmente, em julho de 1900, houve a reconciliação entre Carvalhosa e o Presbitério; sua igreja veio a ser de novo a Segunda Igreja Presbiteriana. Em 26 de agosto, a Segunda Igreja e a Igreja Filadelfa fundiram-se para criar a Igreja Presbiteriana Unida, da qual Carvalhosa foi o primeiro pastor. Outras duas igrejas que organizou no Estado de São Paulo foram as de Juquiá (14 de outubro de 1900) e Atibaia (11 de janeiro de 1903). Cooperou também no Brás e em Pinheiros.

### Oposição ao pentecostalismo
Segundo relatos registrados pelos primeiros cristãos da Congregação Cristã no Brasil, o Pastor Modesto de Carvalhosa se opôs duramente a Luigi Francescon, missionário ítalo-americano que, tendo vindo ao Brasil para pregar acerca dos dons do Espírito Santo, iniciou sua pregação no bairro do Brás, onde anunciou a doutrina dos dons espirituais para a família de Felipe Pavan, que à época era pastor da Igreja Presbiteriana daquele bairro.
Após permitir que Francescon pregasse durante três dias na igreja que administrava, Pavan foi aconselhado por Carvalhosa a não mais receber o missionário e a rejeitá-lo como falso profeta. Embora tenha acatado o conselho de seu superior num primeiro momento e expulsado o missionário ítalo-americano, Pavan relata que um grande temor e uma grande perturbação se apoderaram dele e que, após uma experiência mística, acabou optando por se reconciliar com o Francescon e receber o batismo por imersão na Congregação Cristã, da qual viria a ser o seu primeiro ancião no Brasil.
Devido ao ocorrido, Carvalhoso reivindicou que os bancos e os demais materiais cedidos à Igreja Presbiteriana do Brás fossem retornados a sua sede e promoveu uma série de pregações contra o pentecostalismo, sobretudo dentro da comunidade de imigrantes italianos de primeira e segunda onda, que, no entanto, acabou aderindo em grandes números à Congregação Cristã no Brasil.

### Últimos anos e posteridade
Modesto Carvalhosa foi por duas vezes moderador do Presbitério do Rio de Janeiro (1875 e 1883), o último moderador do Sínodo (1906) e o instalador da Assembleia Geral da Igreja Presbiteriana do Brasil, em 1910. Três anos mais tarde, entregou o pastorado da Igreja Unida ao rev. Matatias Gomes dos Santos.
Era casado com Margarida da Rocha Castro, que depois do casamento, ocorrido em 6 de janeiro de 1870, passou a assinar Margarida Castro de Carvalhosa. Dentre os filhos do casal, destaca-se o advogado Modesto Perestrelo de Carvalhosa, que foi desembargador do Tribunal de Justiça do Estado de Mato Grosso. Através de seu irmão José Maria, é tio-avô do jurista Modesto Carvalhosa.
Carvalhosa faleceu repentinamente, aos 71 anos de idade, em 18 de agosto de 1917, já viúvo de Margarida, que falecera em 9 de maio de 1915. Seu corpo foi sepultado no Cemitério dos Protestantes, em São Paulo.